# Viikkoviesti
Viikkoviesti var en sverigefinsk nyhetstidning. Viikkoviesti startades på 1960-talet av den statliga stiftelsen Invandrartidningen och blev privat 1999 när stiftelsen lagt ner sin utgivning. Dess efterföljare blev tidningen Ruotsin Sanomat.